# Meilhaud

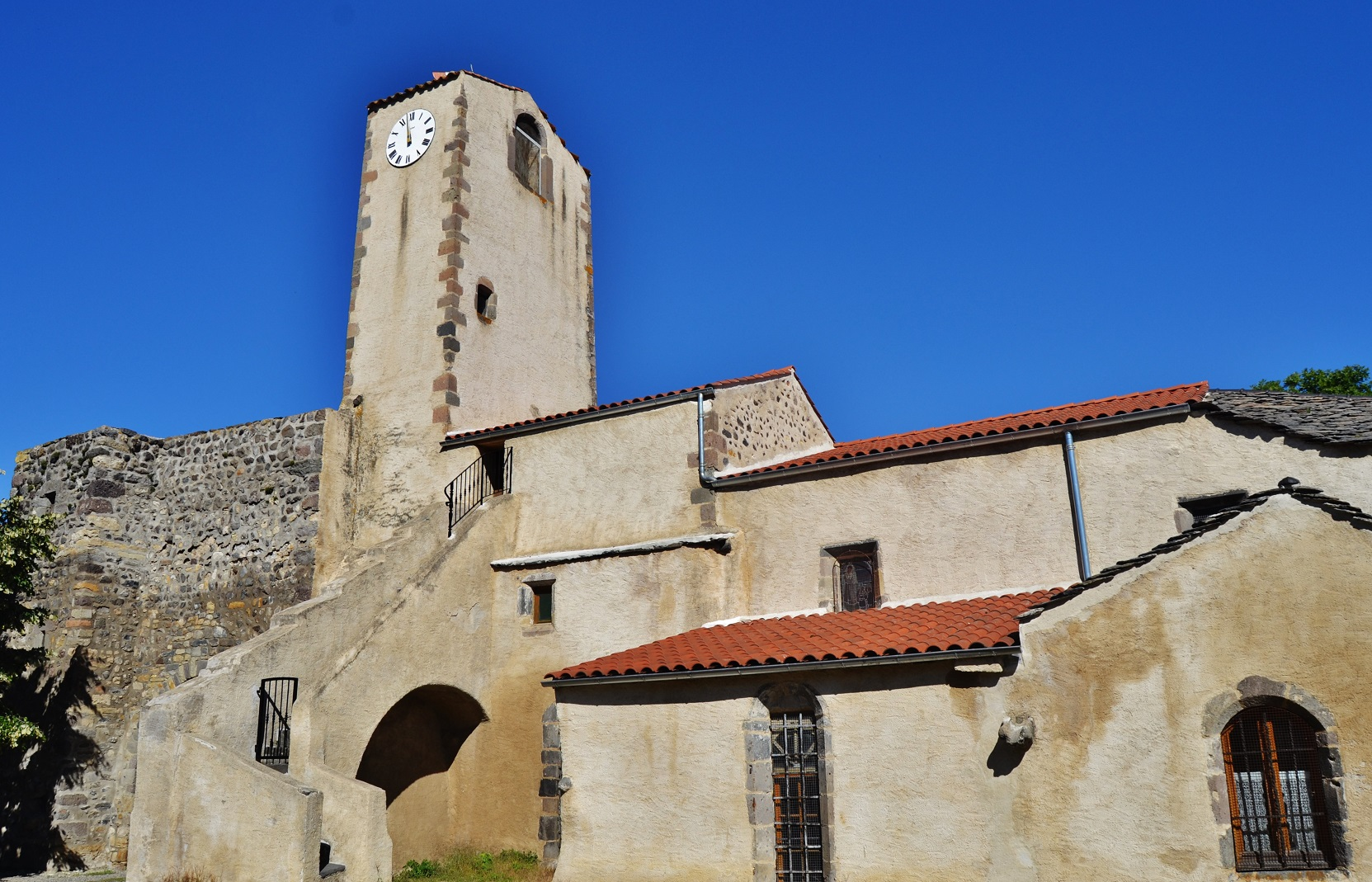
Kerk

Meilhaud is een gemeente in het Franse departement Puy-de-Dôme (regio Auvergne-Rhône-Alpes) en telt 380 inwoners (1999). De plaats maakt deel uit van het arrondissement Issoire.

## Geografie
De oppervlakte van Meilhaud bedraagt 4,5 km², de bevolkingsdichtheid is 84,4 inwoners per km².
De onderstaande kaart toont de ligging van Meilhaud met de belangrijkste infrastructuur en aangrenzende gemeenten.

## Demografie
Onderstaande figuur toont het verloop van het inwonertal (bron: INSEE-tellingen).